# Sailen Mannastadion
Het Sailen Mannastadion (ook Howrah Municipal Corporation Stadion genoemd) is een multifunctioneel stadion in Haora, een stad in India. 
Het stadion wordt vooral gebruikt voor voetbal- en rugbywedstrijden, de voetbalclub ATK en de rugbyclub Howrah Rugby Crows maken gebruik van dit stadion. Het stadion werd ook gebruikt voor wedstrijden op het Aziatisch kampioenschap voetbal onder 19 van 2006. In het stadion is plaats voor 6.000 toeschouwers. 